# City-Pier-City Loop 1983
De negende editie van de City-Pier-City Loop vond plaats op zondag 19 maart 1983. Door een verkeerd geplaatst keerpunt was het parcours deze editie 600 meter te kort.
De wedstrijd werd bij de mannen een overwinning voor de Nederlander Cor Lambregts in 1:00.40. Met deze prestatie versloeg hij de Engelsman Ian Ray, die achttien tellen later over de finish kwam en verbeterde hij het parcoursrecord. De winnaar van vorig jaar, John Graham, werd tiende. Bij de vrouwen besliste de Nederlandse Gerrie Timmermans de wedstrijd in 1:18.58.
In totaal namen 6200 lopers deel aan de wedstrijd.

## Uitslagen

### Mannen
| rang   | naam              | land | tijd    |
| ------ | ----------------- | ---- | ------- |
| Goud   | Cor Lambregts     | NED  | 1:00.40 |
| Zilver | Ian Ray           | ENG  | 1:00.58 |
| Brons  | Graham Laing      | SCO  | 1:01.34 |
| 4      | Henrik Jørgensen  | DEN  | 1:02.07 |
| 5      | Raymond Crabb     | ENG  | 1:02.09 |
| 6      | Jürgen Dächert    | GER  | 1:02.11 |
| 7      | Eberhardt Weyel   | GER  | 1:02.31 |
| 8      | Gyorgy Sinko      | HUN  | 1:02.32 |
| 9      | Gianpaolo Messina | ITA  | 1:02.42 |
| 10     | John Graham       | SCO  | 1:02.54 |
| 11     | Steinar Gressløs  | NOR  | 1:02.54 |
| 12     | Domenico Massari  | ITA  | 1:02.59 |
| 13     | Henryk Nogala     | POL  | 1:02.59 |
| 14     | Cor Vriend        | NED  | 1:03.01 |
| 15     | Reiner Gutschank  | GER  | 1:03.02 |
| 16     | James Goldring    | ENG  | 1:03.02 |
| 17     | Werner Grommisch  | GER  | 1:03.02 |
| 18     | Henryk Lupa       | POL  | 1:03.03 |
| 19     | Keith Brackstone  | ENG  | 1:03.04 |
| 20     | Gerard Staunton   | IRL  | 1:03.09 |
| 21     | Leon Weijers      | NED  | 1:03.14 |
| 23     | Udo Engelbrecht   | GER  | 1:03.34 |
| 24     | Willem Zegers     | NED  | 1:03.41 |
| 25     | Piet Vonck        | NED  | 1:03.44 |

### Vrouwen
| rang   | naam              | land | tijd    |
| ------ | ----------------- | ---- | ------- |
| Goud   | Gerrie Timmermans | NED  | 1:18.44 |
| Zilver | M. Kleijn         | NED  | 1:19.11 |
| Brons  | G. de Wolf        | NED  | 1:19.29 |
| 4      | M. Hoogerhoud     | NED  | 1:19.30 |
| 5      | Plonie Scheringa  | NED  | 1:19.34 |

1975 ·
1976 ·
1977 ·
1978 ·
1979 ·
1980 ·
1981 ·
1982 ·
1983 ·
1984 ·
1985 ·
1986 ·
1987 ·
1988 ·
1989 ·
1990 ·
1991 ·
1992 ·
1993 ·
1994 ·
1995 ·
1996 ·
1997 ·
1998 ·
1999 ·
2000 ·
2001 ·
2002 ·
2003 ·
2004 ·
2005 ·
2006 ·
2007 ·
2008 ·
2009 ·
2010 ·
2011 ·
2012 ·
2013 ·
2014 ·
2015 ·
2016 ·
2017 ·
2018 ·
2019 (afgelast) ·
2020 ·
2021 (afgelast) ·
2022 ·
2023 ·
2024